# 255 Oppavia
255 Oppavia је астероид главног астероидног појаса. Приближан пречник астероида је 57,40 km,
а средња удаљеност астероида од Сунца износи 2,744 астрономских јединица (АЈ).
Инклинација (нагиб) орбите у односу на раван еклиптике је 9,485 степени, а орбитални период износи 1660,778 дана (4,546 године). Ексцентрицитет орбите астероида износи 0,079.
Апсолутна магнитуда астероида износи 10,39 а геометријски албедо 0,037.
Астероид је откривен 31. марта 1886. године.